# Кобелево 2-е
Кобелево 2-е — опустевшая деревня в Старицком районе Тверской области. Входит в состав Степуринского сельского поселения.

## География
Находится в южной части Тверской области на расстоянии приблизительно 8 км на юго-восток по прямой от административного центра поселения деревни Степурино.

## История
На карте 1941 года еще не была отмечена.

## Население
Численность населения: 0 в 2002 году, 1 в 2010.